# 橘敏通
橘 敏通（たちばな の としみち）は、平安時代中期の貴族。中納言・橘公頼の三男。官位は従五位下・式部大輔。筑後国蒲池の領主。

## 経歴
天慶2年（939年）文章得業生。承平天慶の乱に際して、天慶4年（941年）大宰府に攻め寄せてきた藤原純友の弟・純乗を、父・公頼と柳川郊外の蒲池城で迎え撃ち、純乗を撃退する。
天慶5年（942年）内記。

## 系譜
『尊卑分脈』による。
- 父：橘公頼
- 母：不詳
- 生母不詳の子女
  - 男子：橘通敏
  - 男子：橘淑信
  - 男子：橘淑行
  - 男子：橘淑政